# Dyscritomyia fulgens
Dyscritomyia fulgens är en tvåvingeart som beskrevs av Grimshaw 1901. Dyscritomyia fulgens ingår i släktet Dyscritomyia och familjen spyflugor. Inga underarter finns listade i Catalogue of Life.